# Broża (przystanek kolejowy)
Broża (biał. Брожа, ros. Брожа) – przystanek kolejowy w miejscowości Broża, w rejonie bobrujskim, w obwodzie mohylewskim, na Białorusi. Położony jest na linii Bobrujsk - Rabkor.
Do 2017 stacja kolejowa.